# Aillant-sur-Milleron
Aillant-sur-Milleron è un comune francese di 394 abitanti situato nel dipartimento del Loiret nella regione del Centro-Valle della Loira.

## Storia

### Simboli
Lo stemma del comune di Aillant-sur-Milleron è stato adottato il 1º luglio 2010.
La fascia potenziata e contropotenziata si riferisce ad una delle più antiche famiglie nobili del paese, i Sancerre, discendenti dai conti di Champagne. L'aquila, ripresa dallo stemma della città di Châtillon-Coligny, ricorda gli stretti legami che esistevano tra la signoria di Aillant e quella di Châtillon-sur-Loing; lo smalto rosso richiama il colore del mantello di san Martino, patrono della chiesa parrocchiale di Aillant. La pianura azzurra fa riferimento al fiume Milleron la cui sorgente si trova nel territorio del comune.

## Società

### Evoluzione demografica
Abitanti censiti